# Thomas de Berkeley, 1. Baron Berkeley

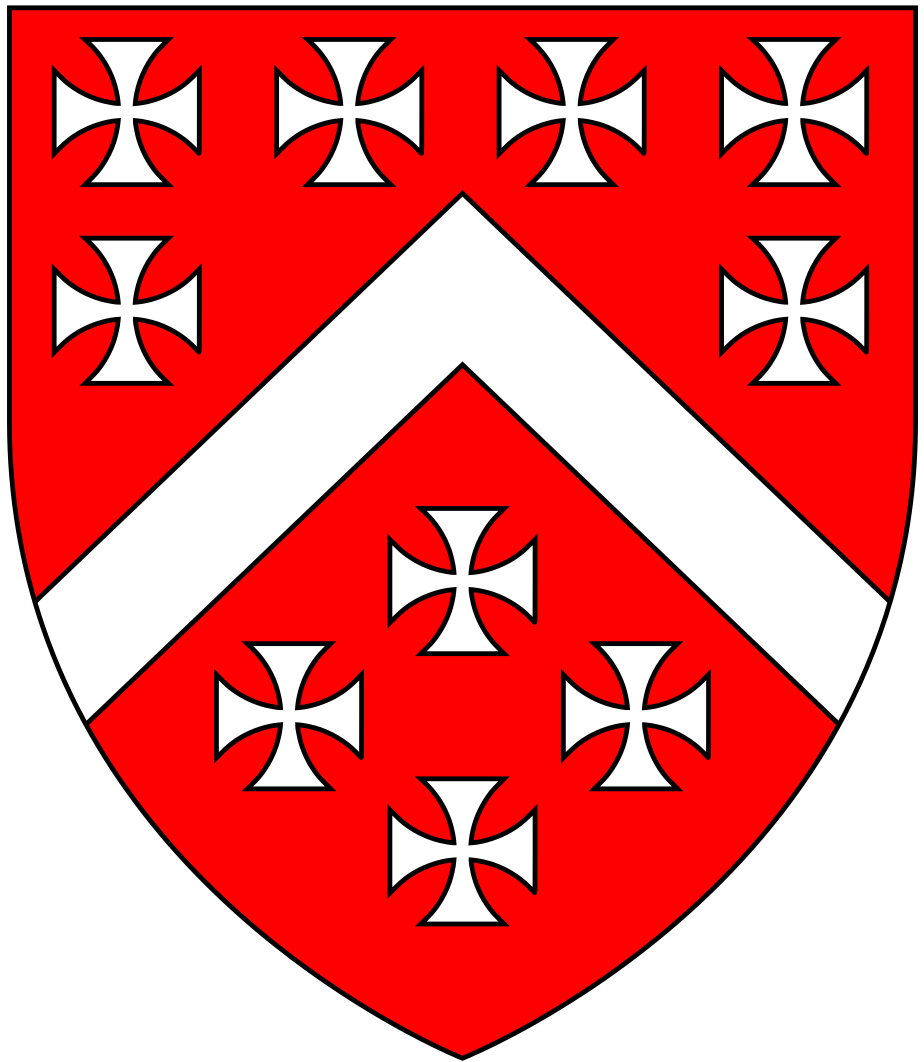
Wappen der Familie Berkeley

Thomas de Berkeley, 1. Baron Berkeley (genannt the Wise) (* 1245 in Berkeley; † 23. Juli 1321 in Berkeley) war ein englischer Adliger.

## Herkunft
Thomas de Berkeley entstammte der Familie Berkeley, die seit dem 13. Jahrhundert zu den mächtigsten Familien der südlichen Welsh Marches und von Gloucestershire gehörte. Die Familie stammte von einem Kaufmann aus Bristol ab, der Mitte des 12. Jahrhunderts im Dienst von König Heinrich II. gestanden hatte. Ihm und seinen Nachfahren war es gelungen, eine große Baronie aufzubauen. Unweit der Mündung des Severn errichtete die Familie mit Berkeley Castle eine mächtige Burg. Thomas de Berkeley war der älteste Sohn von Sir Maurice de Berkeley und von dessen Frau Isabel FitzRoy. Über seine Mutter war Thomas ein Urenkel von König Johann Ohneland. Vor 1265 erbte seine Mutter die Besitzungen ihres Vaters Richard of Chilham in Kent.

## Dienst als Militär
Als junger Ritter nahm Berkeley 1265 auf der Seite der königlichen Partei an der Schlacht von Evesham teil, der entscheidenden Schlacht des Zweiten Kriegs der Barone. Nach dem Tod seines Vaters 1281 erbte er die Besitzungen der Familie. Durch writ of Summons wurde er am 28. Juni 1283 zu einem Parlament berufen. Diese Berufung wurde 1877 im Mowbray Case als Erhebung zum Baron anerkannt. Während des Great Cause, der Frage der Erbfolgeregelung für den schottischen Königsthron wurde Berkeley im Juni 1292 in eine Kommission berufen, die die Ansprüche des englischen Königs auf den schottischen Thron prüfen sollte. Durch writ of Summons wurde er am 24. Juni 1295 erneut in ein Parlament berufen, womit er als Baron Berkeley gilt. Während des Französisch-Englischen Kriegs stellte er ab 1294 Fußsoldaten für den Krieg mit Frankreich auf, und im Januar 1296 gehörte er einer Gesandtschaft nach Frankreich an. Berkeley war mit William de Valence, 1. Earl of Pembroke befreundet gewesen. 1297 schloss er mit dessen Sohn Aymer de Valence, 2. Earl of Pembroke eine Vereinbarung, nach der er dem Earl gegen Bezahlung im Kriegsfall Waffendienst leisten sollte. In der Folge nahm Berkeley mit seinem Gefolge als Gefolgsmann von Pembroke an Feldzügen nach Flandern und Schottland teil. Als sich Humphrey de Bohun, 3. Earl of Hereford, der erbliche Constable of England 1297 weigerte, das für den Krieg mit Frankreich für einen Feldzug nach Flandern aufgebotene Heer zu mustern, übernahm Berkeley dieses Amt stellvertretend. Während des Schottischen Unabhängigkeitskriegs nahm er im Juli 1298 an der Schlacht von Falkirk sowie im Juli 1300 an der Belagerung von Caerlaverock Castle teil. Im Juli 1307 gehörte er einer Gesandtschaft zu Papst Clemens V. an. Im Krieg mit Schottland nahm er im Juni 1314 im Gefolge des Earl of Pembroke an der Schlacht von Bannockburn teil, während der er zusammen mit seinem Sohn Thomas in schottische Gefangenschaft geriet. Erst nach Zahlung eines hohen Lösegelds kam er wieder frei.

## Fehde mit dem Earl of Pembroke
Fast zwanzig Jahre hatte Berkeley dem Earl of Pembroke Waffendienste geleistet. Noch im Januar 1316 hatte er eine Urkunde von Pembroke bezeugt und diesen im Juli 1316 bei der Belagerung von Bristol unterstützt. Wenig später muss es aber zum Bruch zwischen Pembroke und Berkeley gekommen sein. Der Streit gipfelte schließlich in einem Überfall von Berkeleys Söhnen auf einen Jagdpark Pembrokes bei Painswick in Gloucestershire. Dabei sollen die Angreifer über 200 Hirsche getötet und schwere Verwüstungen angerichtet haben. Pembroke wandte sich darauf an König Eduard II., der am 8. August vier königliche Richter mit der Untersuchung des Falls beauftragte. Am 30. Dezember 1318 beschwerte sich Pembroke beim königlichen Kanzler John Hotham, dass in dem Fall bislang nichts unternommen worden sei. Daraufhin wurde Pembroke am 11. Januar 1319 zugesichert, dass er Entschädigungen aus den Besitzungen der verantwortlichen Übeltäter erhalten würde, und am 14. Januar wurde eine neue Gerichtskommission berufen. Diese Kommission benannte rasch 22 der Angreifer, und am 18. April wurden 30 weitere Namen genannt, die an dem Angriff beteiligt waren. Zu diesen gehörten Berkeleys Söhne Maurice und Thomas sowie weitere Mitglieder der Familie wie Thomas de Berkeley of Beoly und Robert de Berkeley of Arlingham. Der Grund, warum die Berkeleys plötzlich und absichtlich Pembroke angegriffen hatten, wurde auch durch die gerichtlichen Untersuchungen 1319 nicht geklärt. Thomas de Berkeley Senior war an dieser Fehde wegen seines Alters offenbar nicht mehr aktiv beteiligt, er starb, kurz nachdem sein Sohn Maurice im Frühjahr 1321 den Despenser War, einen Angriff der Marcher Lords auf die Besitzungen des königlichen Günstlings Hugh le Despenser unterstützt hatte.

## Familie und Nachkommen
Berkeley hatte 1267 Joan de Ferrers, eine Tochter von William de Ferrers, 5. Earl of Derby geheiratet. Mit ihr hatte er mehrere Kinder, darunter:
- Maurice de Berkeley, 2. Baron Berkeley (1271–1326)
- Thomas de Berkeley
- Margaret de Berkeley († nach 1320)

1. ⚭ Thomas fitz Maurice (um 1261–1298)
2. ⚭ Reynald Russel

- Alice Berkeley ⚭ Ralph de Stourton

Sein Erbe wurde sein Sohn Maurice.